# Yeshwant Ghadge
Yeshwant Ghadge (Mangaon, 16 novembre 1921 – Montone, 10 luglio 1944) è stato un militare indiano che serviva nelle forze militari britanniche, ucciso durante un combattimento contro le forze tedesche in Umbria.. Per questo è stato pluridecorato dal Regno Unito e viene ricordato anche in Italia con un memoriale e una scultura svelata a Montone nel luglio del 2025.